# 애팔래치아의 봄

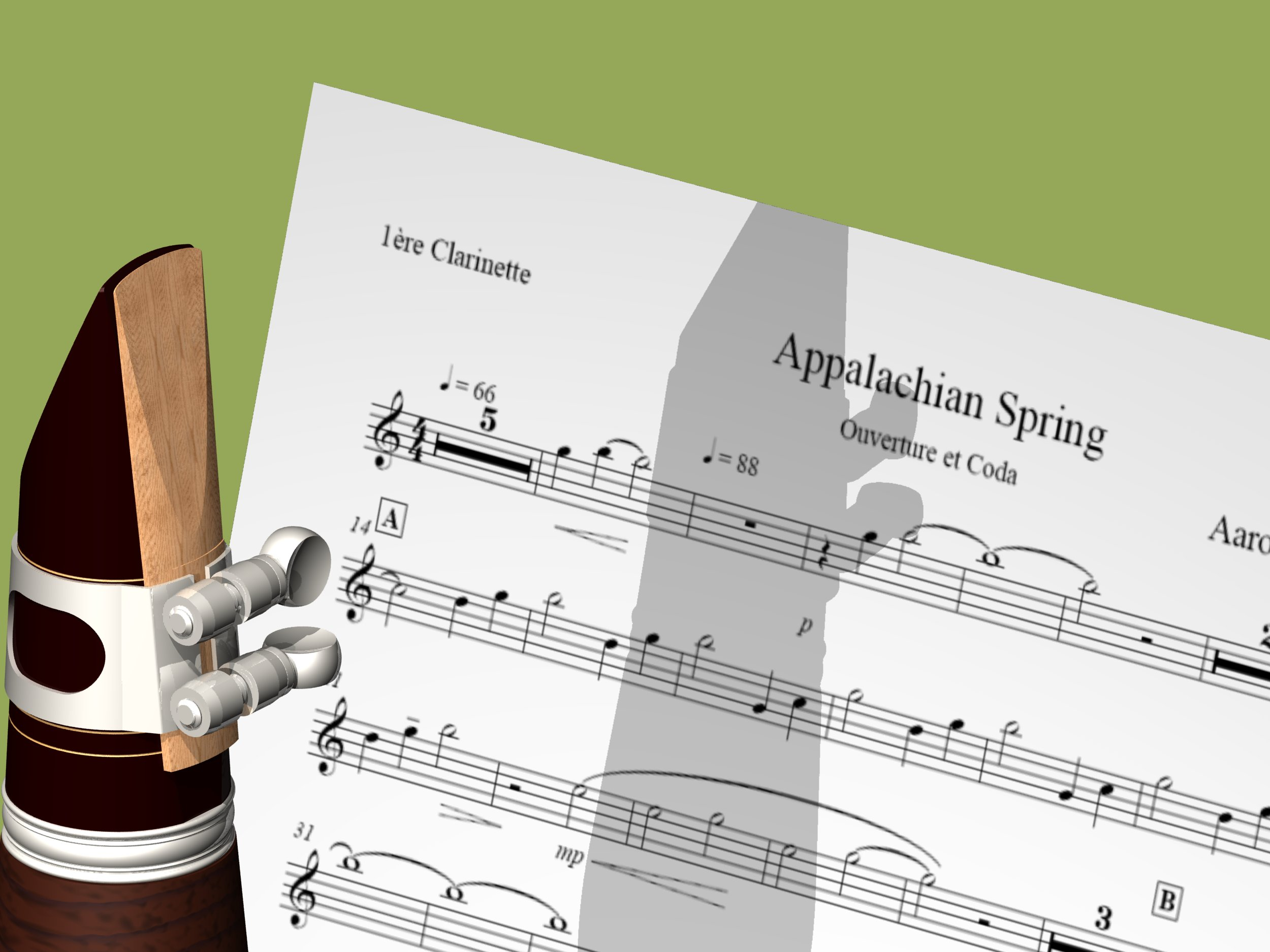

애팔래치아의 봄은 에런 코플런드의 발레음악이다. 1944년에 초연되었다. 13명의 실내악 오케스트라를 위해 만들어졌으며, 이 곡을 통해 1945년 음악 부문으로 퓰리처상을 받았다.

## 줄거리
1800년대 펜실베이니아에 미국 개척민들이 새로운 농가를 세운 후 즐기는 봄 축제를 묘사한다. 핵심 인물은 신혼 부부, 이웃, 부흥 운동의 설교자와 신도들이다.

## 구성
총 8개의 부분으로 이루어져 있다.
- 매우 느리게
- 빠르게/알레그로
- 모데라토
- 상당히 빠르게
- 더욱더 빠르게
- 아주 느리게
- 도피오 모비멘토
- 코다/모데라토

## 악기 편성
- 1944년판(실내악)

플루트, 클라리넷, 바순, 피아노, 제1바이올린 2, 제2바이올린 2, 비올라 2, 첼로 2, 더블베이스
- 1945년판(관현악)

플루트 2, 오보에 2, 클라리넷 2, 바순 2, 호른(바조) 2, 트럼펫(내림 나조) 2, 트롬본 2, 팀파니, 실로폰, 글로켄슈필, 작은북, 큰북, 심벌즈, 타보르, 우드블록, 클라베스, 트라이앵글, 하프, 피아노, 현악기